# Église Saint-Julien de Mars-sur-Allier
Pour les articles homonymes, voir Église Saint-Julien.
L'église Saint-Julien est une église catholique située à Mars-sur-Allier, en France.

## Localisation
L'église est située dans le département français de la Nièvre, sur la commune de Mars-sur-Allier.

## Historique
L'église de Mars-sur-Allier a été l'église d'un prieuré qui existait dans la chatellenie de Chateauneuf-sur-Allier. Aujourd'hui
Chateauneuf-sur-Allier n'est plus qu'un hameau de la commune de Mars-sur-Allier. Le prieuré relevait de celui de Souvigny qui se trouve en Bourbonnais. Ce dernier était l'une des principales dépendances de l'abbaye de Cluny fondée en 910.
L'église a dû être construite à la fin du XIe siècle et/ou au début du XIIe siècle.
L'église est restée dans la dépendance de Cluny jusqu'à la Révolution française. En 1789, elle est confisquée et vendue à des particuliers. Elle fut, ensuite, donnée à la commune et, par la suite, rendue au culte pour devenir une église paroissiale.
Une restauration importante a eu lieu en 1859.
L'église est dédiée à saint Julien. C'était un soldat romain, né à Vienne dans le Dauphiné, qui fut martyrisé en 304 à Brioude.
L'édifice est classé au titre des monuments historiques en 1886.

## Description de l'édifice

### L'extérieur

#### Le portail de la façade
La façade occidentale possède des angles qui sont encadrés par des contreforts plats. Elle est percée par une fenêtre en plein cintre. Elle présente un bel avant-corps surmonté d'une corniche à "têtes de clous" qui protège le portail d'entrée.
Le portail d'entrée est entouré de trois arcs concentriques en plein cintre. Ces voussures reposent sur un pilastre cannelé central entourés de deux colonnettes. Ces colonnes sont surmontées de chapiteaux. Ils sont sculptés de feuilles, d'entrelacs géométriques ou de gueules d'animaux.
Le tympan est sans linteau. Sur sa partie supérieure et au centre, une gueule de monstre jette des rinceaux. Faut-il y voir un symbole de la puissance de la parole divine : le monstre (un lion ?) représentant la force et la puissance, les rinceaux, la propagation du verbe divin ? Sa position au sommet du tympan, au-dessus de Christ pourrait accréditer cette interprétation.
Au registre inférieur, le Christ est assis. Il est dans une auréole elliptique. Il tient dans sa main gauche, la Bible. Il bénit de sa main droite à la manière latine. Il est entouré des quatre Évangélistes ailés :
- à sa gauche, en haut, Jean, auteur du quatrième Évangile et de l'Apocalypse. Il est figuré par l'aigle.
- en bas, Luc, auteur du troisième Évangile. Il est représenté par le taureau.
- à la droite du Christ, en haut, Matthieu dont l'Évangile est postérieur à celui de Marc. Il est représenté par un homme.
- en bas, Marc. Il est l'auteur du plas ancien évangile qui a été rédigé en grec vers 70 apr. J.-C. Il est représenté par un lion.

Derrière les quatre Évangélistes, viennent six Apôtres. Ils sont pieds nus et leur tête est penchée. Ils sont partagés en deux groupes. Saint Pierre est reconnaissable à sa clé. Il est situé à la droite du Christ. Un autre Apôtre déroule un phylactère. Il pourrait sagir de saint Paul.
Cette iconographie est tirée de l'Apocalypse de Jean. C'est l'une des trois visions de Dieu ou Théophanie. Elle représente, donc, le Christ en majesté entouré du tétramorphe et du chœur des 24 vieillards. Dans sa représentation classique, le Christ, comme ici, est sculpté dans une mandorle. Les quatre animaux qui symbolisent les quatre Évangélistes sont regroupés autour de lui et le regardent..

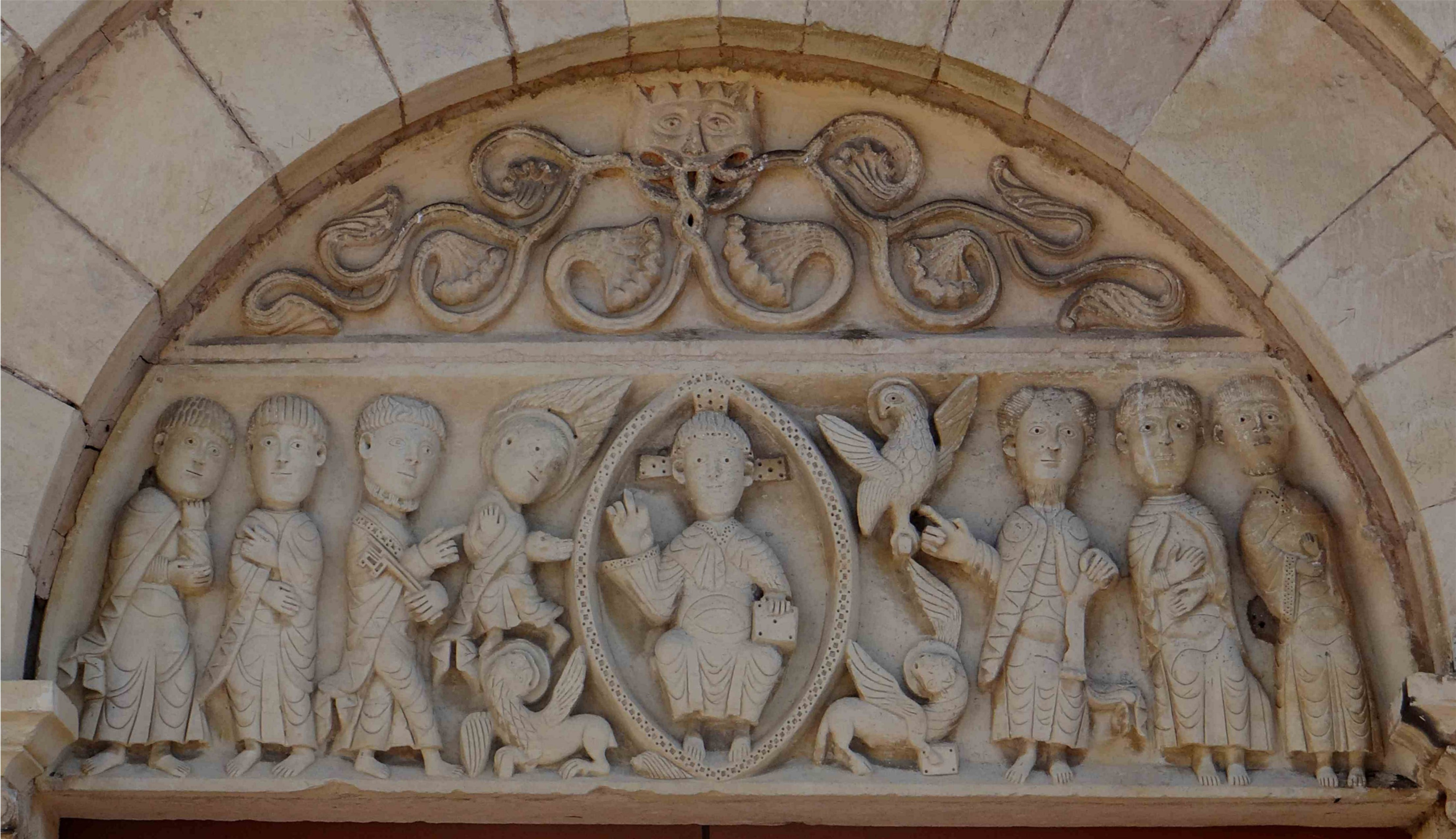
Détail du tympan (iconographie tirée de l'Apocalypse de Jean).

#### Les façades latérales
La façade sud est la seule pouvant être découverte par le visiteur car la façade nord est en limite d'une propriété privée. La façade est renforcée de petits contreforts plats et elle est percée de baies petites et sans décor mouluré. Au niveau du toit, le mur se termine par une corniche limitée par des "dents de scie" et faite de pierres en encorbellement qui se succèdent à intervalles réguliers : ce sont des modillons.
La porte latérale possède une arcade cintrée, formée d'un cordon de dentelures. Le tympan, en bâtière, est orné d'une rosace : la marguerite de Bourgogne.

#### L'abside
Le chœur est à cinq pans coupés, donc de forme pentagonale alors que l'intérieur est de forme semi-circulaire. Au milieu du deuxième et du quatrième pan, deux contreforts en forme de colonnes renforcent le mur.
Les trois baies sont encadrées par un arc en plein cintre. La baie centrale est décorée d'un cordon de moulures semi-cylindriques de billettes qui fait retour.

#### La toiture
La toiture de la nef et de l'abside est presque plate. Elle est aujourd'hui recouverte du même matériau qu'à l'origine, à savoir par de la tuile canal.

#### Le clocher
Le clocher est carré. Il s'élève à l'entrée du chœur, sur deux étages. À chaque étage et sur chaque face, s'ouvre une paire de baies géminées en plein cintre. Chaque baie est encadrée par une arcade qui retombe sur deux colonnettes aux chapiteaux ornementés. Ces colonnettes ont des fûts travaillés soient en polygones, soient en traillage de pierre du plus bel effet. Une moulure souligne chaque archivolte billetée.
La charpente de la flèche du clocher repose sur une corniche à modillons qui rappellent ceux de la façade et de l'abside.

#### Les modillons
Le chevet, la nef et le clocher ont conservé des modillons sculptés dont certains sont ornés de visages ou de personnages. Ils se caractérisent surtout par la diversité des représentations du monde animal, montrant l'inépuisable créativité des sculpteurs romans.
À l'époque romane, l'église, havre de paix et du salut, était largement considérée comme environnée par des forces menaçantes. L'effroi symbolique procuré par des figures apotropaïques maintiendrait les êtres et les forces démoniaques loin de la cité divine (l'église) et ses habitants (les croyants) d'où la présence de monstre ou d'animaux sauvages à la violence non contrôlée (comme l'ours).
Il est ainsi, possible de reconnaitre :
- une vache reconnaissable à ses belles cornes bien dessinées ;
- un mouton ;
- une chèvre reconnaissable à ses belles cornes bien dessinées ;
- une écrevisse ou un scorpion ; pour les imagiers du Moyen Âge, le scorpion est un symbole de la Renaissance. Signe zodiacal du milieu de l'automne, il illustre la nécessité des transformations: la mort, comme celle de la végétation, n'est que provisoire.
- une chouette ; c'est le volatile qui voit dans l'obscurité. C'est un symbole de foi.
- un aigle ;
- une grenouille ou salamandre ; la salamandre est une allégorie du pouvoir spirituel issu de la matière.
- des tortues ; avec sa carapace en forme de bouclier (sur le modillon, elle est sculptée vu de haut, donc avec sa carapace bien visible), elle est un symbole de protection, notamment de protection des acquis spirituels. Elle est une image de la foi qui protège.
- des têtes, plus ou moins stylisés et sujets à interprétation, de loups, de félins ou d'ours montrant leurs dents. Les félins incarnent les forces maléfiques. Le loup, en tant qu'animal féroce et vorace, symbolise le mal. Il représente les dangers du monde hostile dans lequel vivaient les paysans du Moyen Âge. L'ours, avec sa faculté de se dresser sur ses pattes postérieures, fait penser à l'homme, sans pour autant, être l’ami de l'homme. L'ours signifie la violence et la cruauté, celles qui existent en chaque homme. L'ours vivant dans des grottes, il semble issu des entrailles infernales de la terre.
- un masque d'homme hurlant, toutes dents dehors. Le masque est une contrefaçon du visage humain. Il symbolise la fausseté et la tromperie.

Les modillons ont été en partie restaurés au XIXe siècle.

### L'intérieur

#### La nef
La nef est composée de quatre travées. Elle est dépourvue de baies. Elle est voûtée en un berceau légèrement brisé renforcée par trois arcs doubleaux. Elle est flanquée de bas-côtés étroits qui sont voûtés en trois-quarts de berceau. Les murs de ces collatéraux sont percés de quatre baies qui éclairent la nef. Deux piliers circulaires et un pilier à noyau flanqué de quatre colonnes portent les arcs doubleaux de la voûte, les arcades de la nef et la voûte des bas-côtés. Les piles circulaires sont simplement surmontées d'une pierre en saillie (imposte) tandis que les colonnes qui flanquent la pile carrée sont surmontées de chapiteaux. Ces derniers, au nombre de neuf, sont décorés de feuillage, d'entrelacs ou d'un motif en losange (côté sud).
L'église n'a pas de transept.

#### L'abside
L'abside n'est pas séparée du chœur par un transept. De ce fait l'abside a une largeur qui embrasse la nef et les deux collatéraux. Elle est séparée de la dernière travée de la nef par deux pans de murs latéraux qui sont flanqués d'une colonne portant l'arc d'entrée.
L'abside est semi-circulaire. Elle comprend un avant-chœur voûté en berceau légèrement brisé où l'on voit le départ du clocher. Ensuite, l'abside est couverte d'une voûte en cul-de-four. La limite entre le mur et la voûte est marquée par un cordon de "têtes de clous".
L'abside est éclairée par trois fenêtres en plein cintre. Elles sont surmontées d'une moulure qui décore la courbure de chaque archivolte. Les archivoltes reposent sur deux colonnettes.
Le vitrail central représente saint Julien. Le vitrail du XIXe siècle rappelle que le futur saint faisait partie de l’armée romaine d'où la présence d'une lance et d'un bouclier tenus à la main. La hache, posée à ses pieds, est l'attribut de son martyre en 304, à Brioude, sous le règne de l'empereur Dioclétien.   Au XIIIe siècle, deux fenêtres sont ouvertes dans le mur de part et d'autre des premières fenêtres. Leurs arcs tombent sur des colonnes couronnées de chapiteaux. Les six chapiteaux sont décorés de motifs divers : décor végétal, monstres vomissant des rinceaux terminés par des pommes de pin ou des fruits, animaux fantastiques, lions assis dont les têtes et les pattes se rejoignent à l'angle.